# Director's cut (Kate Bush)
Director's cut is een album van singer-songwriter Kate Bush en dateert uit 2011.
Het album bestaat uit nummers van de albums The sensual world en The red shoes dewelke zijn herbewerkt en waarvoor Bush nieuwe vocalen opnam. Drie nummers zijn in het geheel opnieuw opgenomen. Het album werd uitgegeven op Bush haar eigen platenlabel, Fish People.
In het Verenigd Koninkrijk behaalde het album de no. 2-positie. In Nederland stond het op no. 6 in de album top 100 en in België behaalde het de 27ste plaats in de Ultratop.
De enige single van het album, Deeper understanding, stond in de hitlijsten van het Verenigd Koninkrijk en Frankrijk.

## Achtergrond
Het album bestaat uit vier nummers van The sensual world en zeven van The red shoes.
Het nummer Flower of the mountain is een herbewerking van The sensual world. Flower of the mountain is gebaseerd op Ulysses van James Joyce en bevat het monoloog van Molly Bloom. Om auteursrechtschending te voorkomen schreef Bush een gelijksoortige tekst voor de versie uit 1989 maar kreeg in 2009 permissie om de originele tekst te gebruiken.
Drie nummers, This woman's work, Moments of pleasure en Rubberband girl, zijn geheel nieuw opgenomen zonder gebruik te maken van de oude instrumentatie.
Musici die hebben meegewerkt aan het album zijn onder andere Steve Gadd, Danny Thompson en Mica Paris.

## Nummers
1. "Flower of the mountain"
2. "Song of Solomon"
3. "Lily"
4. "Deeper understanding"
5. "The red shoes"
6. "This woman's work"
7. "Moment's of pleasure"
8. "Never be mine"
9. "Top of the city"
10. "And so is love"
11. "Rubberband girl"